# Sulphur (Oklahoma)
Sulphur és una ciutat dels Estats Units a l'estat d'Oklahoma. Segons el cens del 2000 tenia 4.794 habitants. És la seu de comtat del Comtat de Murray.

## Demografia
Segons el cens del 2000, Sulphur tenia 4.794 habitants, 1.877 habitatges, i 1.244 famílies. La densitat de població era de 271,4 habitants per km².
Dels 1.877 habitatges en un 30,2% hi vivien nens de menys de 18 anys, en un 49,3% hi vivien parelles casades, en un 12,8% dones solteres, i en un 33,7% no eren unitats familiars. En el 30,3% dels habitatges hi vivien persones soles el 15,5% de les quals corresponia a persones de 65 anys o més que vivien soles. El nombre mitjà de persones vivint en cada habitatge era de 2,4 i el nombre mitjà de persones que vivien en cada família era de 2,97.
Per edats la població es repartia de la següent manera: un 23,9% tenia menys de 18 anys, un 9,2% entre 18 i 24, un 25% entre 25 i 44, un 21,3% de 45 a 60 i un 20,5% 65 anys o més.
L'edat mediana era de 39 anys. Per cada 100 dones de 18 o més anys hi havia 90,8 homes.
La renda mediana per habitatge era de 27.236 $ i la renda mediana per família de 35.000 $. Els homes tenien una renda mediana de 28.712 $ mentre que les dones 19.438 $. La renda per capita de la població era de 15.691 $. Entorn del 7,9% de les famílies i el 12,3% de la població estaven per davall del llindar de pobresa.

## Poblacions més properes
El següent diagrama mostra les poblacions més properes.